# 명천항
명천항은 전라남도 고흥군 금산면 신평리에 위치한 어항이다. 1978년 6월 14일 지방어항으로 지정하여 관리하고 있다. 시설관리자는 고흥군수이다.

## 어항 연혁
적대봉 계곡으로부터 마을 앞을 흐르는 10리장천이 있어 한때는 앞내를 암내로 발음하여 마을에 어두운 일들이 발생한다 하여 1956년 지방 행정구역 개편시 당시 암자를 명자로 고쳐 명천이라 칭하여 오늘에 이르고 있다.

## 어항 구역
본 항의 어항구역은 다음과 같다.
- 수역: 신평리 산58번지 암반 돌출부에서 동쪽으로 30m 지점과 산164-3번지에서 동쪽으로 200m 지점을 직각으로 연결한 공유수면

## 어항 시설
- 방파제 379m, 물양장 198m

## 주요 어종
- 김, 미역, 다시마, 멸치